# Caffé Burello
El Caffé Burello fue uno de los cafés más antiguos y famosos de la ciudad de Turín, Italia, a finales del siglo XIX.

## Historia
También conocido como "La Pantalera", se encontraba situado en la esquina de Corso Vittorio Emanuele y Via Urbano Rattazzi. En 1861, después de la construcción de la cercana estación de ferrocarril de Porta Nuova, se convirtió en uno de los principales lugares de tránsito y encuentro para los pasajeros que llegaban o salían de la ciudad, especialmente entre aquellos comerciantes de la provincia de Turín que llegaban a la ciudad para comprar carruajes y vender caballos.
Durante las últimas décadas del siglo XIX, el Caffé Burello se convirtió en un lugar de referencia para los jóvenes de buena familia de la ciudad en busca de rápidos carruajes o nuevos caballos. Posteriormente con el avance tecnológico que conllevó la llegada de los automóviles, de moda en la vecina Francia, en el Burello se comenzaron a reunir los apasionados del nuevo modo de transporte.
En los salones del Caffé Burello, frecuentado tradicionalmente por ingenieros, aristócratas, industriales y ricos, fue donde, compartiendo su pasión por los vehículos de motor, nació en 1899 la idea de crear el Welleyes y donde posteriormente, Emanuele Cacherano di Bricherasio, Roberto Biscaretti di Ruffia, Michele Lanza, Cesare Goria Gatti y Giovanni Agnelli  tienen las reuniones constitutivas para establecer la "Società italiana per la costruzione e il commercio delle automobili", que posterior se convertiría en la matriz del mayor grupo industrial italiano, Fiat S.p.A.